# Frei Betto

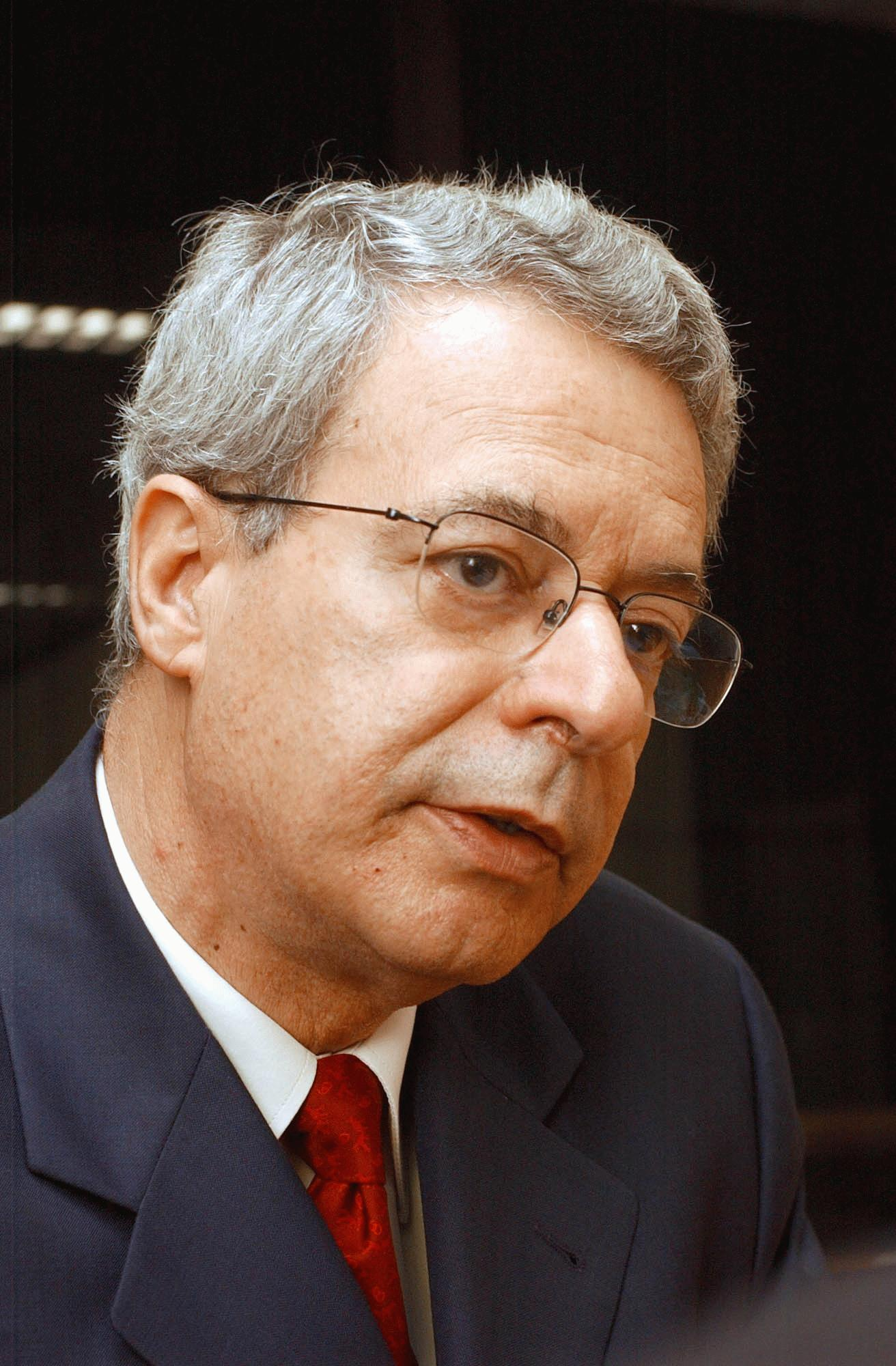
Frei Betto

Frei Betto O.P. („Bruder Betto“; bürgerlicher Name Carlos Alberto Libânio Christo; * 25. August 1944 in Belo Horizonte) ist Dominikaner und einer der wichtigsten Befreiungstheologen Lateinamerikas.
Bereits in jungen Jahren engagierte sich Frei Betto in der katholischen Sozialarbeit und galt als militanter Kämpfer gegen die 1964 installierte Militärdiktatur. Anfang der 1970er-Jahre verbrachte er zwei Jahre als politischer Häftling im Gefängnis. Nach seiner Entlassung fungierte er u. a. als Verbindungsmann zwischen der Regierung Kubas unter Fidel Castro und der katholischen Kirche. Mit dem kubanischen Staatschef stand er nach eigener Aussage bis zu dessen Lebensende in Kontakt und kannte als einer von wenigen Menschen auch den Standort von Castros Privathaus.
Betto verarbeitete die Zeit der Militärdiktatur in dem Buch Bautismo de sangre, das im Jahr 2006 verfilmt wurde. Er selbst wird in der Adaption von dem brasilianischen Darsteller Daniel de Oliveira porträtiert.
Aus der Volksbewegung gegen die Militärdiktatur kennt er den späteren brasilianischen Präsidenten Lula da Silva. Als Lula im April 1980 von der Polizei verhaftet wurde, wohnte Frei Betto im selben Haus wie Lula. Dieser machte ihn 2003 zum Regierungsberater; Frei Betto war für das Anti-Hunger-Programm der Regierung (Fome Zero) zuständig.
2004 gab er nach einem Konflikt mit dem Minister für Sozialentwicklung, Patrus Antanias, und weil dem Hungerbekämpfungsprogramm die finanziellen Mittel fehlten, seinen Rücktritt bekannt.
2013 wurde Frei Betto von der UNESCO für seinen Einsatz für Menschenrechte und soziale Gerechtigkeit ausgezeichnet. 2015 erhielt er die Ehrendoktorwürde in Philosophie der Universität von Havanna.

## Theologie
Ein Journalist der ARD fragte Frei Betto 2013, ob es nicht frustrierend sei, über Jahrzehnte vom Vatikan gemaßregelt zu werden. Betto sagte, das sei normal und: „Jesus und alle Propheten haben gelitten. Wir haben das mit viel Ruhe und viel Glauben toleriert. Wir haben niemals Brüche innerhalb der Kirche provoziert. Alle Spaltungen, Häresien und Brüche seit dem 20. Jahrhundert wurden von den Rechten verursacht, von den Konservativen und Traditionalisten.“

## Veröffentlichungen
- L' Église des prisons. Lettres de Betto. Paris 1972.
- Brasilianische Passion. Die Briefe des Pater Betto aus dem Gefängnis. München 1973.
- Nachtgespräche mit Fidel. Autobiographisches, Kuba, Sozialismus, Christentum, Theologie der Befreiung. Freiburg i. Ue. 1986.
- Schule, die Leben heißt. Befreiungstheologie konkret. München 1986.
- Zeichen des Widerspruchs. Gespräche über Politik, Religion, Ordensleben, Volksbewegungen, Jugend in Lateinamerika. Freiburg i. Ue. 1989.
- (mit Leonardo Boff), Mystik der Strasse. Düsseldorf 1995.